# Manhwa
Manhwa (Hangul: 만화, Hanja: 漫畵) és el terme general coreà per a les historietes o còmics i produccions audiovisuals de dibuixos animats. Fora de Corea s'utilitza per a referir-se al còmic d'origen coreà. Encara que manhwa sigui diferent del japonès manga i del xinés manhua, tots tres termes estan emparentats morfològicament (com és la coincidència causal de representar-se amb els mateixos caràcters).
El manhwa es llegeix en la mateixa direcció que els llibres occidentals: horitzontalment i de l'esquerra a la dreta, puix que el hangul normalment s'escriu i es llegeix horitzontalment (encara que també es pugui escriure i llegir com el xinès i el japonès, és a dir, verticalment de dreta a esquerra).
Aquestes obres solen estar plenes d'ideofonies, cosa que dificulta la traducció. Les estratègies que es fan són: la restitució semàntica i la supressió.

## Història
S'explica els seus orígens amb el grafisme cal·ligràfic, el dibuix de la Dinastia Tang, la narrativa tradicional popular del pansori (cant narratiu realitzat per una sola persona), el japga (cançons de finals de l'Era Joseon) i els espectacles amb pallassos.
Les obres considerades pioneres són:
- Bomyeongsipudo (보명십우도 o 普明十牛圖), datada a l'era Goguryeo, consisteix en deu il·lustracions acompanyades d'una narració.
- Samganghengsildo (삼강행실도 o 三綱行實圖), datada al 1431, és un llibre de faules il·lustrades.
- Euiudo (의우도 o 義牛圖), datada el 1745, consistent en quatre vinyetes que tracten la història d'un boví femella.

Els orígens moderns del manhwa s'expliquen amb el diari coreà Hanseongsunbo, aparegut el 1883, que conté notícies amb il·lustracions. El primer manhwa és Saphwa de l'autor Lee Do-Yeong i publicat per primera vegada el 1909 al diari Daehanminbo, una obra contra l'imperialisme japonès. Després de l'alçament de l'1 de març de 1919 no apareixen altres manhwes a causa del relaxament de la censura colonial japonesa. Aleshores apareixen premis i concursos que l'impulsen, especialment per l'usual contingut que mostra rebuig al colonialisme japonés sobre Corea.

### Corea del Sud
Els còmics abans de la dècada de 1960 eren solament vinyetes de periòdics.
A la dècada de 1960 van aparèixer els còmics en format llibre. A mitjans de la dècada de 1960 van aparèixer els manhwabang, sales privades on es podia llegir manhwa.
Durant la dècada del 1970 van dominar els temes històrics fins que a la dècada del 1980 els còmics japonesos, manga, van arribar i triomfar a Corea del Sud.
Fins a la dècada del 1980 no es pot parlar de manhwa lliure de censura.
A la dècada del 1990 a Corea del Sud hi hagué una gran demonització dels còmics. Aquesta situació social suposà pèrdues econòmiques per a les editorials de còmics arribant algunes a tancar.
A finals de la dècada de 1990 i principis de la dècada de 2000 aparegueren les primeres traduccions al francès, sent l'obra publicada a França (per l'editorial Kana) el 1996 Angel Dick la primera.
A la dècada del 2000 van aparèixer als Estats Units d'Amèrica les editorials coreanes Ice Kunion i Netcomics. Durant eixa dècada apareixen a Corea els webcòmics, amb escàs èxit. Un dels pioners fou el portal web Daum, qui el 2003 va posar en marxa el servei de lectura en rotllo. També s'escanejaven còmics físics i es publicaven en webs, fent-li mal a la industria del còmic coreà que ja estava tenint problemes.
Els webcòmics van tindre una evolució traçada en dos etapes: una primera on els artistes publicaven en els seus llocs web i una segona on els artistes publicaven a grans portals com Naver i Daum.
A partir del 2002 van aparèixer a Corea del Sud els webcòmics amb les característiques definirien el webtoon, un tipus de webcòmic caracteritzat per la verticalitat de la seua lectura i la possibilitat del transmèdia. Aquesta forma del webcòmic significaria la diferenciació del còmic coreà respecte altres tradicions geogràfiques.
Al Quebec es començaren a publicar manhwa des del 2005. Als Estats Units la publicació de manhwa s'incrementà notablement pel 2007. El problema que trobaven per a l'èxit era la falta de reconeixement del públic d'allò que era manhwa.
El 2009 va destacar el fet que hi haguera demanda de manhwa a Algèria.
Tal com anaven guanyant els productes audiovisuals als còmics físics publicats en revistes especialitzades, els webcòmics van aparèixer com a resposta.

#### Boom dels webtoons
A la dècada del 2010 ocorregué a Corea el boom dels webcòmics, baix el format específic del webtoon. Les causes són: l'extens ús de l'Internet, la comunicació bidireccional entre creador i lector amb la publicació de les opinions, l'ús generalitzat de smartphones i tablets i l'adaptació òptima de la verticalitat amb la pantalla del smartphone. També assenyalen la temàtica del perdedor com a causant de simpatia que faria que tingueren èxit.
Aquests es publicarien a plataformes web com els portals Naver i Daum. El webcòmic passaria ha ser la indústria principal dins el sector del còmic arribant a fer-se adaptacions live-action en sèries televisives (com Misaeng), pel·lícules (com Secretly, Greatly) i fins i tot videojocs. L'impacte es pot mesurar tenint en compte que pel 2017 106 dels 500 webtoons publicats al portal Daum havien sigut adaptats en format audiovisual. Aquest boom va estar amenaçat per la pirateria. Amb aquest boom el webtoon coreà passaria a formar part a la llista d'elements propagadors de l'Ona Coreana.
Els temes dels webtoons són, entre d'altres, la sexualitat, la violència del dia a dia, la discriminació per l'atractiu físic i la falta de treball. Les temàtiques poc universals d'alguns webtoons han suposat que no tingueren tant d'èxit a fora de Corea del Sud.
El còmic coreà guanyà tant de pes cultural a nivell nacional i internacional que el govern sud-coreà creà una agència estatal per a promoure'l: l'Agència de Continguts Manhwa de Corea (Komacon).
Quan els venedors al detall estatunidencs de còmics venen manhwa no el diferèncien del còmic japonès, manga. Aquesta pràctica frustra a les editorials. Hi ha qui creu que vendre'ls junts permet que el manhwa aprofite la popularitat de l'equivalent japonès i altres pel contrari creuen que per les seues diferències (sentit de lectura occidental i estil de dibuix lleugerament diferenciat) caldria diferenciar-los. És innegable la influència que ha rebut el manhwa modern per part del manga, però no és un derivat d'aquest per motivació de còpia. Els manhwa que més es venen són els que mostren homes amb relacions homosexuals.
El manhwa més contemporani es caracteritza pel fet que els creadors tenen més llibertat cedida per part dels editors que els autors de còmic japonés.
Una exposició feta a Bèlgica el 2015 va fer que els artistes de còmics belgues començaren a pensar que estan quedant-se enrere en la innovació per arribar al públic lector en conèixer els webtoons coreans. Pel mateix any el manhwa es va fer molt popular a la Xina.
El juliol de 2014 Naver Corporation llançà Line Webtoon a nivell global servint en anglès, xinès, taiwanès, tailandès i indonesi. El desembre de 2016 creà una filial a Los Angeles, WEBTOON Entertainment, per a introduir-se més al mercat dels Estats Units.
Kakao Corp. tingué acords amb empreses estrangeres per a transmetre webtoons: amb Tapas (dels Estats Units), Tencent (de la Xina) i Piccoma (del Japó).
El gener de 2017 Netflix acordà produir una sèrie basada en un webtoon, Love Alarm, sent la primera adaptació d'un manhwa de Netflix.
Generalment els serveis de lectura en línia solen ser gratuïts, així i tot les empreses Lezhin Entertainment i Tappytoon segueixen un model de negoci de pagament d'una subscripció al mercat dels Estats Units. El 2017 Lezhin tenia 10 milions de subscriptors.

### Corea del Nord
A Corea del Nord es van fer còmics propagandístics des de la dècada de 1990.